# Commonwealth
Commonwealth è un sostantivo della lingua inglese coniato da Oliver Cromwell durante la rivoluzione inglese per designare la Repubblica inglese (Commonwealth of England).
La frase originale da cui esso deriva è common wealth o the common weal e viene dal vecchio significato di wealth che è "benessere". Il termine è stato poi usato per indicare il Commonwealth delle nazioni, un'organizzazione che unisce Stati che in passato erano parte dell'Impero britannico.

## Significato e utilizzo del termine
Il termine significa "benessere comune". Infatti, in origine Commonwealth indicava uno Stato governato per il benessere comune in opposizione ad uno Stato autoritario, governato per il beneficio di una data classe di proprietari.
Attualmente il termine ha un significato più generale, indica una comunità politica. In italiano il termine inglese è conservato per indicare una serie di organizzazioni internazionali nazionali o subnazionali che lo usano nella propria denominazione ufficiale. Tra queste vi sono:
- unioni federate per costituire Stati;
- unioni di Stati sovrani;
- repubbliche;
- monarchie democratiche costituzionali.

## Commonwealth delle nazioni

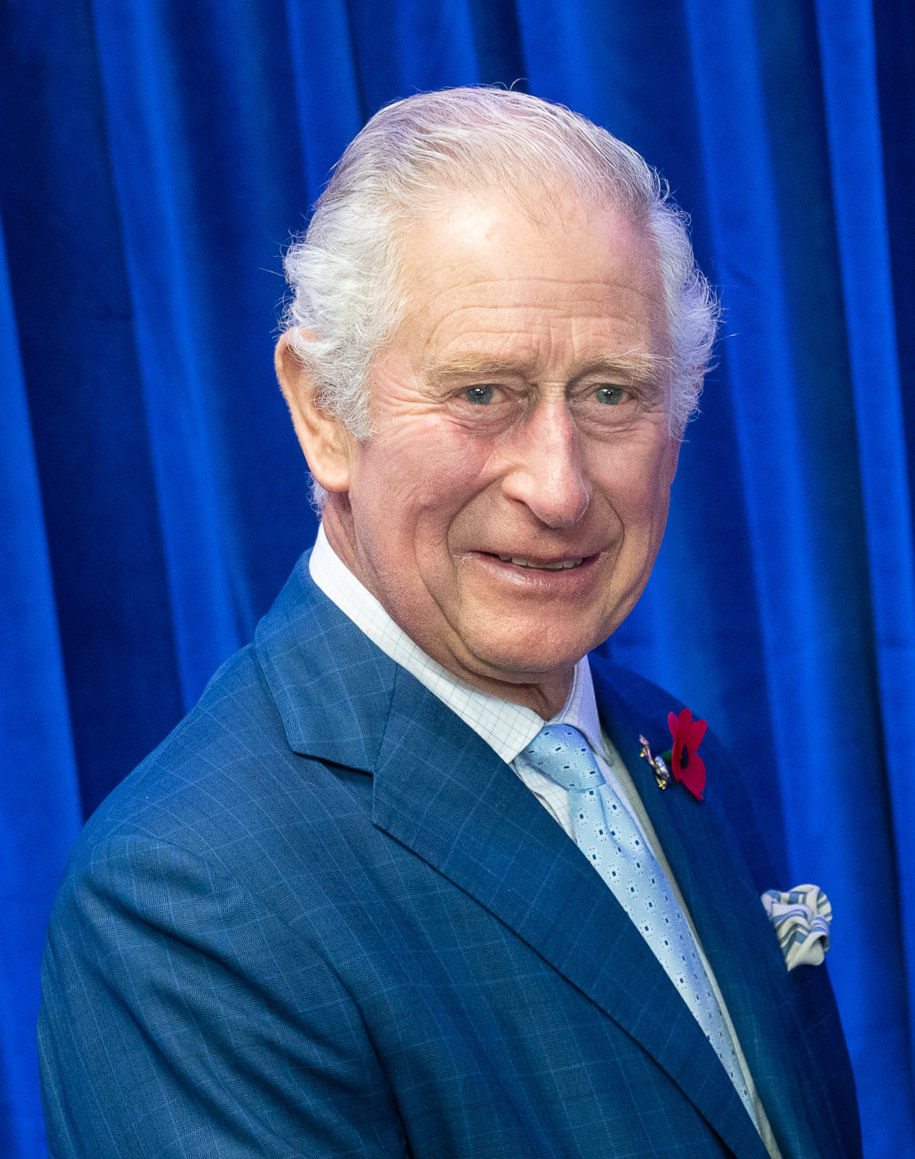
Carlo III, dall'8 settembre 2022 re del Regno Unito e capo del Commonwealth delle nazioni

Con una metonimia, per Commonwealth si intende, di norma, il Commonwealth delle nazioni, di 56 membri — in inglese Commonwealth of Nations, detto in precedenza Commonwealth britannico — un'organizzazione internazionale fra Stati che abbiano fatto parte in passato dell'Impero britannico (fanno eccezione due soli membri, il Mozambico e il Ruanda). L'elenco dei paesi che ne fanno parte comprende sia repubbliche sia monarchie e a capo del Commonwealth (designato, non ereditario) è il re Carlo III: quest'ultimo dall'8 settembre 2022 regna come monarca nel Regno Unito e in una serie di altri reami del Commonwealth, che quindi vengono a creare un insieme di un'unione personale. Il Commonwealth delle nazioni è talvolta denominato, in contesto britannico, New Commonwealth ("nuovo Commonwealth"), per distinguerlo dal Commonwealth di Oliver Cromwell, detto Old Commonwealth ("vecchio Commonwealth").
L'organizzazione è gestita dal Segretariato del Commonwealth, organismo con sede a Londra, retto da un segretario generale. L'attuale Segretario Generale è Patricia Scotland, Baronessa Scotland di Asthal, della Dominica, che ha preso il posto dell'indiano Kamalesh Sharma il 1º aprile 2016.

## Nazioni

### Bahamas
Le Bahamas, uno degli Stati facente parte dei reami del Commonwealth, ha adottato la denominazione di The Commonwealth of the Bahamas dalla sua indipendenza nel 1973.

### Dominica
La piccola repubblica caraibica di Dominica ha usato la denominazione ufficiale di Commonwealth of Dominica dal 1978.

### Isole Marianne Settentrionali
Il Commonwealth delle Isole Marianne Settentrionali (in inglese: Commonwealth of the Northern Mariana Islands, abbreviato in CNMI) è uno Stato associato agli Stati Uniti d'America. È costituito da un arcipelago bagnato dall'oceano Pacifico occidentale.

### Porto Rico
Porto Rico, ufficialmente il Commonwealth di Porto Rico, è un arcipelago costituito dall'omonima isola principale e da una moltitudine di isole minori, tra cui le più importanti sono Vieques, Culebra, Mona, Desecheo e Caja de Muertos. Di queste cinque solamente Culebra e Vieques hanno abitanti fissi che vi risiedono durante tutto l'anno, mentre Mona risulta abitata praticamente solo durante la stagione turistica e dai dipendenti del Dipartimento delle Risorse Naturali e Ambientali.

### Canada
Il Canada è uno Stato federale entrato nel Commonwealth nel 1926 e, grazie a questo, nel 1931 raggiunse l'indipendenza. Nel 1982 il paese ha avuto una costituzione.

## Subnazionali

### Stati Uniti d'America
Quattro degli Stati federati degli Stati Uniti si designano ufficialmente come Commonwealth: Kentucky, Massachusetts, Pennsylvania e Virginia. Questa denominazione, che non ha rilevanza costituzionale, enfatizza il fatto che hanno un governo basato sul consenso popolare, in opposizione al precedente status di Colonia reale.
Il termine Commonwealth è inoltre utilizzato per descrivere le relazioni politiche tra gli Stati Uniti ed i territori d'oltremare di Porto Rico e delle Isole Marianne Settentrionali. In questo caso il nome corretto italiano è Stato libero associato.

## Paesi che hanno usato la denominazione diCommonwealth

### Gran Bretagna
"Commonwealth of England" è stato il nome ufficiale dell'unione politica (de facto un governo militare a nome del Parlamento) che sostituì i regni di Scozia ed Inghilterra (dopo la Guerra civile inglese) sotto il governo di Oliver Cromwell e di suo figlio e successore Richard dal 1649 al 1660.
Fu la prima repubblica nel mondo anglofono, anche se divenne molto rapidamente una "quasi monarchia". 
Tony Benn, un ex membro laburista del Parlamento del Regno Unito, ha presentato più volte una proposta per l'abolizione della monarchia e la costituzione del Commonwealth of Britain. La proposta non ha mai avuto seguito.
Viene usato il termine per la federazione degli stati australiani (New South Wales, Tasmania, South Australia, Victoria, Queensland e Western Australia)

### Filippine
Commonwealth of the Philippines è stata la denominazione assunta dalle Filippine durante la libera associazione con gli USA tra il 1935 ed il 1946.

## Nota linguistica
In lingua inglese il termine Commonwealth viene anche usato nella traduzione di espressioni relative a varie istituzioni della storia di altri popoli: ad esempio nel caso della repubblica (res publica) dell'antica storia romana, per lo Stato libero d'Islanda (Þjóðveldisöld) medievale, per la Confederazione polacco-lituana esistita tra il 1569 ed il 1795 e per la Comunità degli Stati Indipendenti formata da stati dell'ex-Unione sovietica. In opere di fantascienza in lingua inglese può essere usato anche per confederazioni galattiche o intergalattiche.

## Coloni d'America
I coloni d'America proponevano una concezione dell'Impero affine a quella del moderno Commonwealth, dove "il Re, capo dell'esecutivo, fosse posto al centro di un sistema di autonome nazioni, ciascuna con le proprie assemblee legislative".